# Carretera Estatal de Idaho 28
La Carretera Estatal de Idaho 28, y abreviada SH 28 (en inglés: Idaho State Highway 28) es una carretera estatal estadounidense ubicada en el estado de Idaho. La carretera inicia en el este desde Salmon hacia el oeste en la I 15 . La carretera tiene una longitud de 193,9 km (120.5 mi).

## Mantenimiento
Al igual que las autopistas interestatales, y las rutas federales y el resto de carreteras estatales, la Carretera Estatal de Idaho 28 es administrada y mantenida por el Departamento de Transporte de Idaho por sus siglas en inglés ITD.